# Ernest Chantre

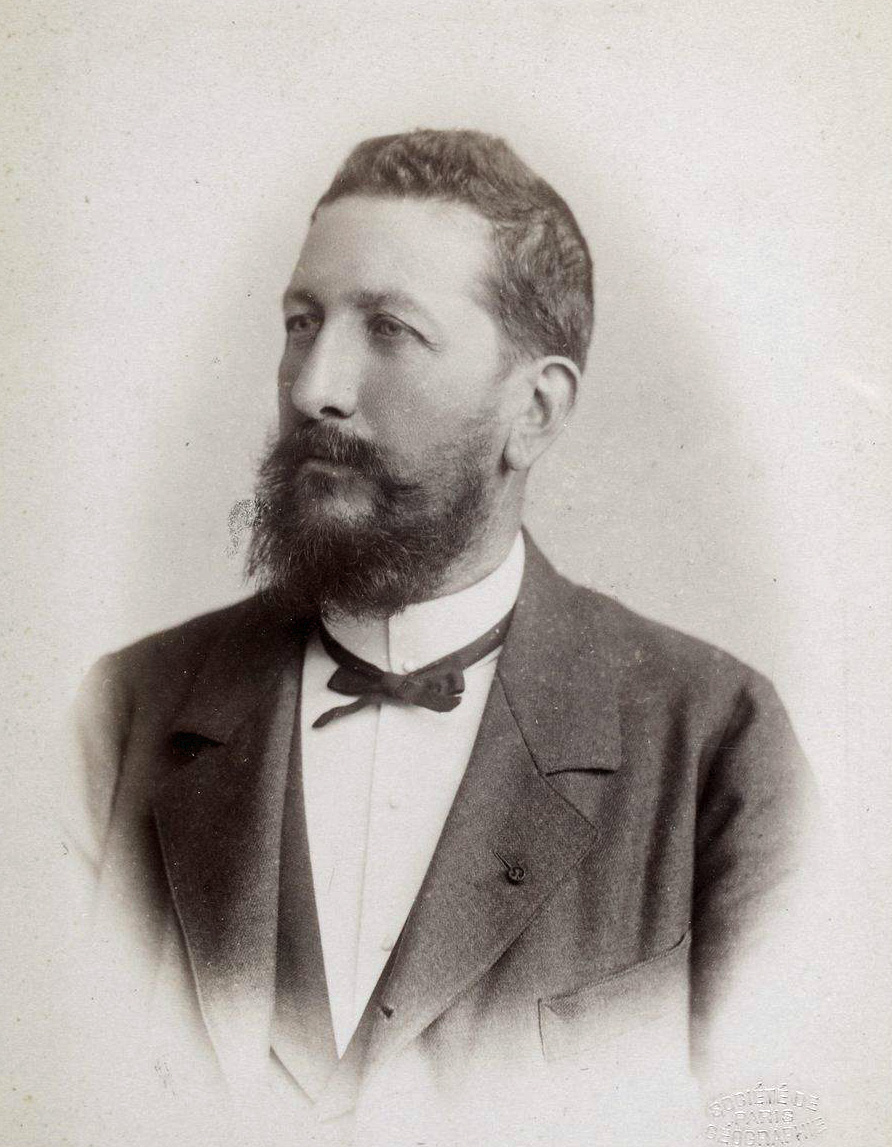
Ernest Chantre

Ernest Chantre (* 13. Januar 1843 in Lyon; † 24. November 1924 in Écully) war ein französischer Archäologe, Paläontologe, Anthropologe und Geologe.

## Leben
Er war Professor an der Faculté des sciences in Lyon, wo er 1881 die Lehre der Anthropologie und 1892 der Ethnologie einführte und auch Geographie lehrte, und war seit 1877 am Museum für Naturkunde in Lyon Vizedirektor unter Louis Lortet. Im Auftrag des Museums unternahm er Forschungsreisen zum Beispiel nach Armenien, der Krim, dem Kaukasus und Anatolien, Tunesien, Algerien und Ägypten. 1893/94 führte er die ersten Ausgrabungen in der hethitischen Hauptstadt Ḫattuša (Boğazköy) durch, wobei er als Erster Tontafeln in einer damals unbekannten Sprache fand und die ersten Fotografien machte. Friedrich Delitzsch übersetzte für ihn aus einer der von ihm gefundenen Keilschrifttafeln den Namen der Stadt Hattusa, sodass man die bisherige Annahme, dass man sich in Pteria befände, aufgeben konnte. Da man Chantre jedoch der Begünstigung der Armenier verdächtigte und eine Cholera-Epidemie ausbrach, musste die Grabung abgebrochen werden.
Mit Albert Falsan publizierte er über die Spuren der eiszeitlichen Vergletscherung im Rhonetal (1879/80) und mit Lortet über die quartäre und tertiäre Säugerfauna im Rhonetal und über mumifizierte Tiere in Ägypten. Mit dem Archäologen Claudius Savoye (1856–1908) veröffentlichte er 1902 eine paläoethnologische Karte des Départements Saône-et-Loire.
Ab 1845 war er Mitglied der Académie des sciences, belles-lettres et arts de Lyon und ab 1877 der Académie de Savoie. 1873 bis 1888 war er Herausgeber der Zeitschrift Matériaux pour l'Histoire primitive et naturelle de l’Homme. Er gründete die Gesellschaft Rhodania von Archäologen im Rhonetal, die anthropologische Gesellschaft von Lyon und war Gründungsmitglied der geographischen Gesellschaft von Lyon. 1904 war er eines der Gründungsmitglieder der Société préhistorique française. 1922 wurde er korrespondierendes Mitglied der Académie des Inscriptions et Belles-Lettres. 
Er war Offizier der Ehrenlegion und Officier de l´Instruction publique.